# أرنولد ووكر
أرنولد ووكر (بالإنجليزية: Arnold Walker)‏ هو لاعب دوري الرغبي بريطاني، ولد في 15 أبريل 1952 في وايتهفن ‏ في المملكة المتحدة.